# 耶爾瓦布埃納縣
耶爾瓦布埃納縣（西班牙語：Departamento Yerba Buena），是阿根廷的縣份，位於該國西北部圖庫曼省，首府設於耶爾瓦布埃納，面積160平方公里，該地區的地震活動頻繁和低強度，2010年人口76,076，人口密度每平方公里475.48人。
26°49′S 65°19′W / 26.817°S 65.317°W